# لووانا
لوانا بيتروتشياني ، المعروفة باسمها الأول لوانا ، وهي من مواليد يوم 30 اوت 1977 بمدينة كان الفرنسية ، وهي الفائزة عام 2001 بأول برنامج تلفزيوني واقعي فرنسي (لوفت ستوري) ، على قناة ام 6. وسمحت لها شهرتها بأن تصبح عارضة أزياء ومصممة أزياء ومغنية ومقدمة برامج تلفزيونية .

## المذكرات و المراجع
1. ↑  "Loana : ses révélations inédites sur Loft Story". Femme Actuelle. 6 mars 2017. مؤرشف من الأصل في 2023-10-22. اطلع عليه بتاريخ 2017-03-14. {{استشهاد بدورية محكمة}}: تحقق من التاريخ في: |تاريخ= (مساعدة)